# Autobahn Suai–Beaco

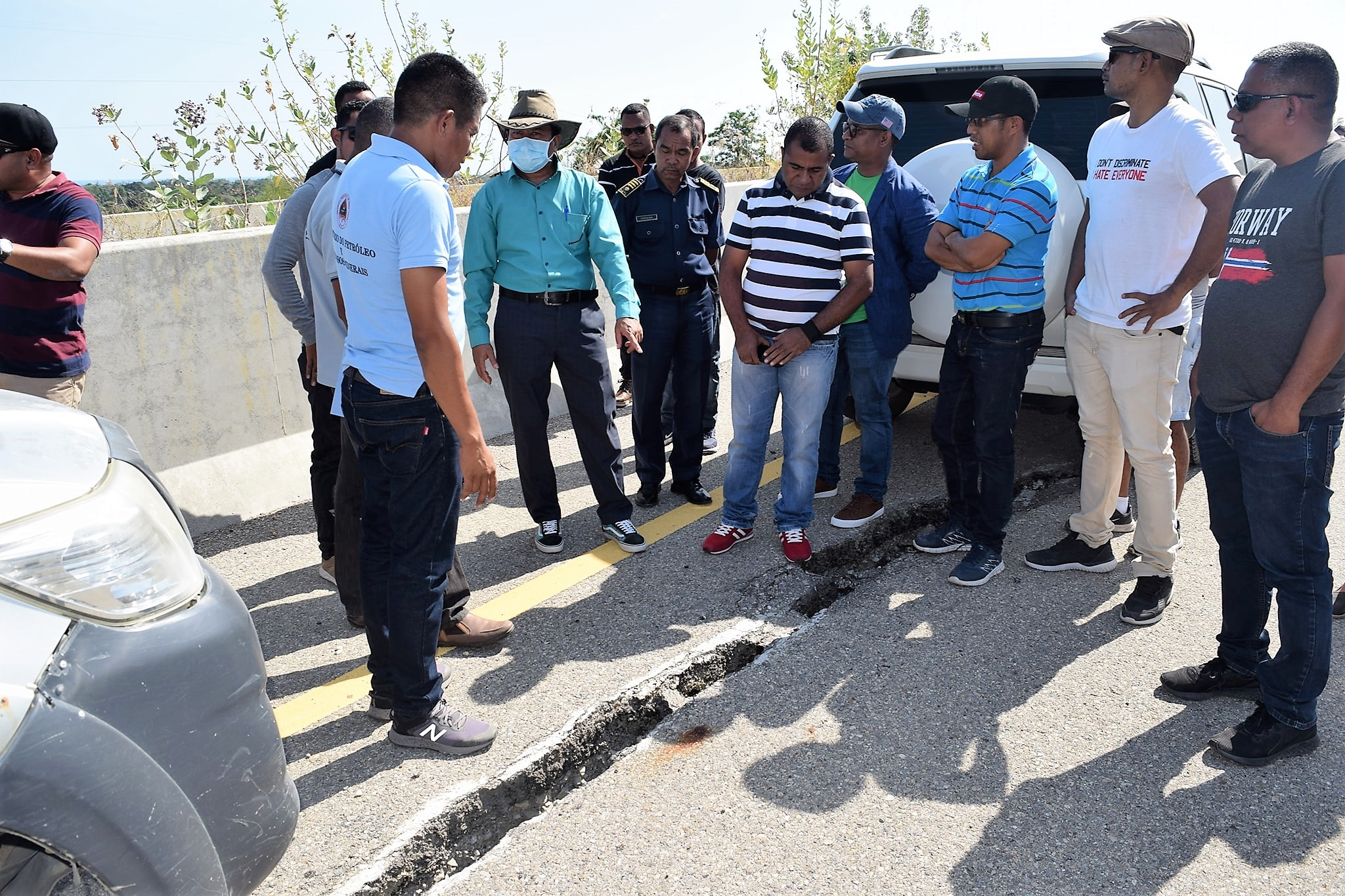
Straßenschäden bei der Autobahn bei Suai (2020)

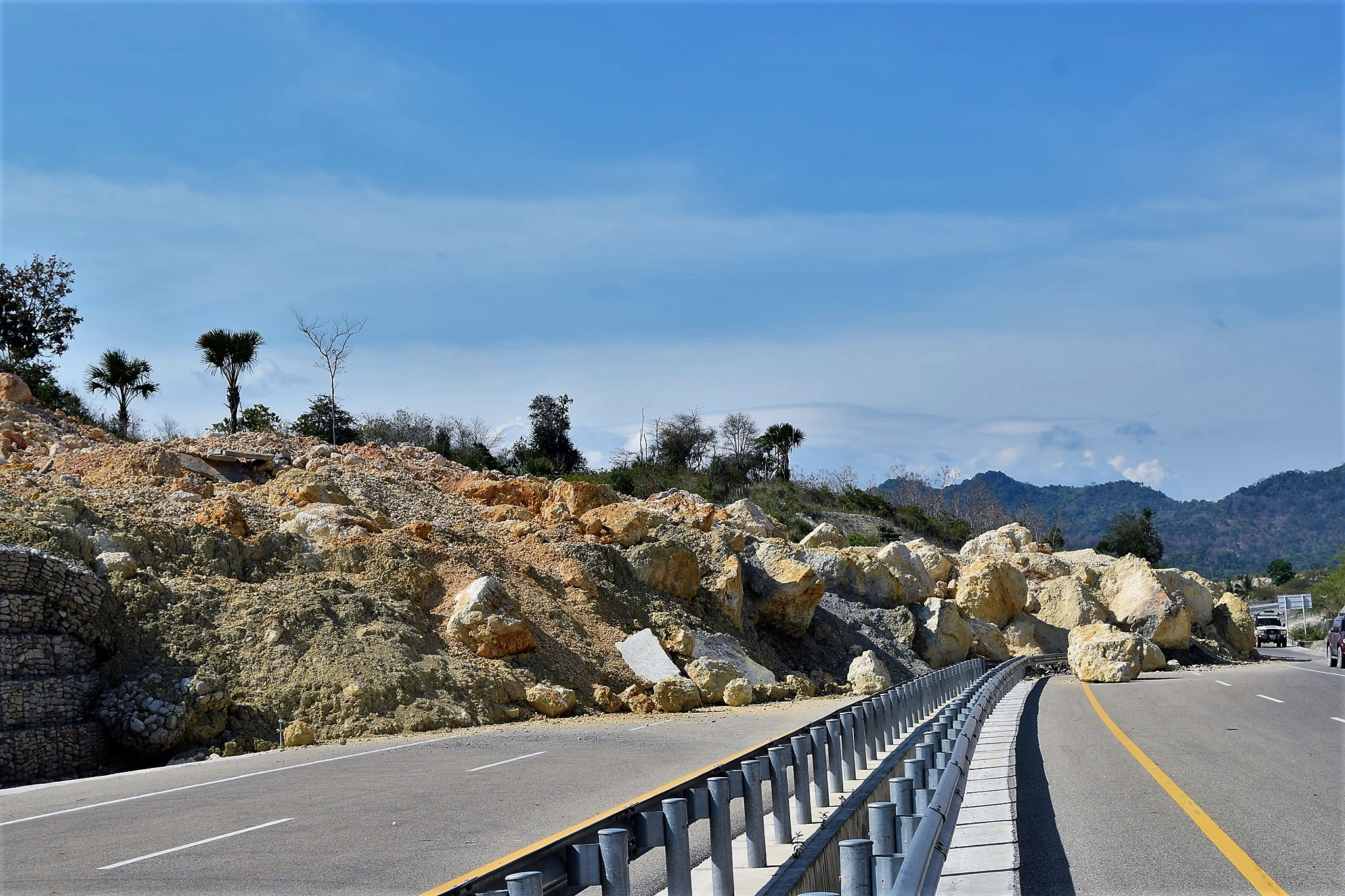
Felssturz auf die Autobahn bei Suai (2020)

Die vierspurige Autobahn Suai–Beaco (portugiesisch Autoestrada Suai–Beaço) soll nach der Fertigstellung drei Industriecluster im Süden Osttimors miteinander verbinden und so, im Rahmen des Projekts Tasi Mane, der Entwicklung der Region dienen. Es ist die erste Autobahn des südostasiatischen Landes überhaupt. Die Autobahn entsteht in Kooperation mit der Volksrepublik China, im Rahmen der Initiative Belt and Road.
Die zulässige Höchstgeschwindigkeit beträgt in der Ebene 100 Kilometer pro Stunde, in bergigen Regionen 60 Kilometer pro Stunde. Die Gesamtstrecke von Suai nach Beaco soll nach Fertigstellung in zwei Stunden zu bewältigen sein.
2011 begann man mit technischen Studien, danach wurden die Besitzverhältnisse des benötigten Baulands ermittelt und die Kompensationen für mehr als 289 Hektar Land und Immobilien geleistet. Den Bauauftrag für den ersten Abschnitt erhielt die China Overseas Engineering Group Co., Ltd., im Joint Venture mit der China Railway First Group Co., Ltd (COVEC-CRFG), für 304 Millionen US-Dollar. Zusätzliche 9,28 Millionen US-Dollar kosteten die Entschädigungen für die notwendigen Enteignungen. 2000 Arbeitsplätze entstanden für lokale Arbeiter, die damit einen Anteil von 80 Prozent der Beschäftigten stellten. Der eigentliche Bau begann 2016.
Am 17. November 2018 wurden in der Gemeinde Cova Lima die ersten 30,4 Kilometer Autobahn zwischen der Stadt Suai (9° 19′ 22,8″ S, 125° 14′ 36,9″ O) und dem Ort Fatukaho (Fatukahu) am Mola (9° 10′ 35″ S, 125° 27′ 19,2″ O) durch Minister Ágio Pereira eröffnet. Anwesend war auch der chinesische Botschafter in Osttimor Xiao Jianguo. Zum Abschnitt gehören zehn Brücken, vier Kreuzungen, 20 Viadukte, 20 Entwässerungsbecken und 60 Kanäle. Nur wenige Tage später wurde die Autobahn bei Suai durch schwere Regenfälle überflutet.
Beim zweiten Abschnitt mit 34,3 Kilometer bis nach Dotik soll 2019 mit der Akquirierung des Baulandes und 2020 mit den Bauarbeiten begonnen werden. Der Abschnitt 3 führt Kilometer bis Buikarin und der letzte Abschnitt bis Beaco in der Gemeinde Viqueque über 36 Kilometer. Nach der Fertigstellung soll die Autobahn eine Gesamtlänge von 151,6 Kilometer haben.
Die Autobahn ist Teil des Entwicklungsprojekt Tasi Mane (nach dem Namen der Timorsee auf Tetum) der Infrastrukturmaßnahmen fast an der gesamten Südküste Osttimors vorsieht und ein Kernprojekt der Regierung darstellt. Die Hauptanlage soll eine Raffinerie für Flüssigerdgas (LNG) in Betano sein, das aus den Vorkommen in der Timorsee stammt. Zusätzlich soll ein Hafen angelegt werden. In Suai ist eine Versorgungsbasis am neu ausgebauten Flughafen Suai geplant, mit Logistik-, Wohn- und Industriezone. In Beaco soll eine LNG-Anlage entstehen.
Allerdings ist umstritten, ob wie von der Regierung gefordert, von dort das Gas per Pipeline überhaupt nach Timor geleitet werden kann, anstatt in das australische Darwin. Die bisher beteiligten Firmen bezweifeln dies.
Im März 2019 verursachten schwere Regenfälle massive Schäden an der Autobahn. Auf einer Strecke von 50 Metern im Suco Labarai brach die Fahrbahn ein.